# Hippuritidae
De Hippuritidae zijn een familie van uitgestorven tweekleppigen uit de orde Hippuritida.